# 彭德爾頓 (紐約州非建制地區)
彭德爾頓（英語：Pendleton）是位於美國紐約州尼亞加拉縣的非建制地區。

## 地理
彭德爾頓所處的海拔為高於海平面177米（即581英呎），而該地所採用的時區為UTC-5，即北美东部时区（EST）。同時該地設有夏令時間，為UTC-5調快一小時，即UTC-4（EDT）。